# Sinmo

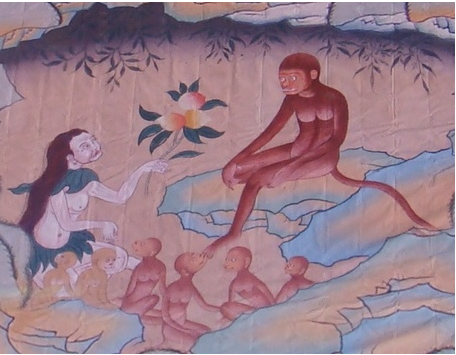
Pha Trelgen Changchup Sempa.

Sinmo (tibétain : སྲིན་མོ་གན་རྐྱལ་དུ་ཉལ་བ, Wylie : srin mo gan rkyal du nyal ba; aussi Srinmo) est un Rākshasa de la mythologie tibétaine. Selon un mythe tibétain antique, Sinmo eu avec Avalokitesvara, qui prit l'apparence d'un singe dénommé Pha Trelgen Changchup Sempa, six enfants sur le mont Gangpori. De ces six enfants, selon le mythe, les six tribus du Tibet Se, Mu, Dong, Tong, Dru et Ra ont émergé. 